# Aake Nystedt
Aake Olof Elias Nystedt, född 15 december 1940, är en svensk skämttecknare, serietecknare och illustratör, bosatt i Strängnäs.
Nystedt föddes i Jämtland. Han växte dock upp i Strängnäs från sju års ålder. Senare under livet har han varit bosatt även i New York, Toronto och Grekland.
Aake Nystedt, signaturen "Aake", medverkade regelbundet i Svenska Mad på 70- och 80-talet och sporadiskt fram till slutet av 90-talet. Han har verkat på heltid som tecknare sedan 1973 och var 2016 fortfarande aktiv som tecknare, vid 75 års ålder.
Bland andra tidningar som publicerat Nystedts alster finns Frankfurter Allgemeine Zeitung och The New York Times.